# Флаг Таёжного
Флаг муниципального образования городское поселение Таёжный Советского района Ханты-Мансийского автономного округа — Югры Российской Федерации — опознавательно-правовой знак, служащий официальным символом муниципального образования.
Флаг утверждён 30 марта 2009 года и внесён в Государственный геральдический регистр Российской Федерации с присвоением регистрационного номера 4786.

## Описание
«Прямоугольное полотнище с отношением длины к ширине 2:3, воспроизводящее композицию герба городского поселения Таёжный в зелёном и жёлтом цветах. Обратная сторона зеркально воспроизводит лицевую».

## Обоснование символики
Геральдическое описание герба гласит: «Щит, разделённый положенными в правую перевязь и расходящимися еловыми ветками на зелень и золото».
Еловые ветки и жёлто-зелёная окраска символизируют собой лесные богатства и изобилие, послужившие возникновению поселения и его нынешнему благосостоянию. Кроме того хвойные лапы служат гласной эмблемой поселения.